# كوهويية (غوغر)
كوهوییة (بالفارسية: کوهوییه) هي قرية تقع في إيران في قسم غوغر الريفي.